# Eastern Parkway–Museo Brooklyn (línea Eastern Parkway)
Eastern Parkway–Museo Brooklyn es una estación en la línea Eastern Parkway del Metro de Nueva York de la división A del Interborough Rapid Transit Company (IRT). La estación se encuentra localizada en Brooklyn entre la Avenida Washington y Eastern Parkway. La estación es servida por los trenes del servicio ,  y . La estación sirve al Museo Brooklyn.